# Заневское городское поселение
Зане́вское городско́е поселе́ние — муниципальное образование в составе Всеволожского муниципального района Ленинградской области. 
Административный центр — городской посёлок Янино-1.
С 1 января 2006 года главой поселения является Кондратьев Вячеслав Евгеньевич, а главой администрации — Гердий Алексей Викторович.

## Географические данные
Общая площадь — 50,3352 км²; находится в юго-западной части Всеволожского района. Граничит:
- на севере — со Всеволожским городским поселением;
- на востоке — с Колтушским городским поселением;
- на юге — со Свердловским городским поселением;
- западе — с Красногвардейским и Невским районами Санкт-Петербурга.

Расстояние от административного центра поселения до районного центра — 21 км.
Транспорт
По территории поселения проходит железная дорога Заневский Пост — Горы и автодороги:
- А118 (Кольцевая автомобильная дорога вокруг Санкт-Петербурга)
- Р21 (часть E 105) «Кола» (Санкт-Петербург — Петрозаводск — Мурманск)
- 41К-068 (Старая — Кудрово)
- 41К-069 (подъезд к ст. Заневский Пост)
- 41К-079 Колтушское шоссе (Санкт-Петербург — Колтуши)

## История
В начале 1920-х годов в составе Ленинской волости Петроградского уезда Петроградской губернии был образован Яблоновский сельсовет. 
В августе 1927 года Яблоновский сельсовет вошёл в состав Ленинского района Ленинградской области. 
В ноябре 1928 года к Яблоновскому сельсовету присоединен Ново-Сергиевский сельсовет. 
19 августа 1930 года после ликвидации Ленинского района Яблоновский сельсовет вошёл в состав Ленинградского Пригородного района. 
19 августа 1936 года Ленинградский Пригородный район был ликвидирован, Яблоновский сельсовет вошёл в состав Всеволожского района. 
15 июня 1960 года деревня Яблоновка вошла в черту города Ленинграда, 16 сентября 1960 года Яблоновский сельсовет был переименован в Заневский сельсовет с центром в деревне Заневка.
18 января 1994 года постановлением главы администрации Ленинградской области № 10 «Об изменениях административно-территориального устройства районов Ленинградской области» Заневский сельсовет, также как и все другие сельсоветы области, преобразован в Заневскую волость.
1 января 2006 года в соответствии с областным законом № 17-оз от 10 марта 2004 года образовано Заневское сельское поселение, в его состав вошла территория бывшей Заневской волости.
8 января 2016 года в соответствии с областным законом № 148-оз от 23 декабря 2015 года был изменён статус Заневского сельского поселения в связи с наделением его статусом городского поселения (Заневское городское поселение) с центром в городском посёлке Янино-1.

## Население
| 2006    | 2010    | 2011    | 2012    | 2013    | 2014    | 2015    |
| ------- | ------- | ------- | ------- | ------- | ------- | ------- |
| 5800    | ↗6717   | ↗6740   | ↗7451   | ↗8058   | ↗8972   | ↗11 410 |
| 2016    | 2017    | 2018    | 2019    | 2020    | 2021    | 2023    |
| ↗15 089 | ↗20 461 | ↗29 608 | ↗43 121 | ↗55 550 | ↗80 445 | ↗87 440 |
| 2024    | 2025    |         |         |         |         |         |
| ↗90 344 | ↗95 402 |         |         |         |         |         |

## Экономика
В Заневском городском поселении осуществляют свою деятельность 27 предприятий, наиболее крупные из них, это торговый центр «„МЕГА“-Дыбенко», ООО «Заневский терминал», ЗАО «Крамо», ОАО «Заря», ЗАО «Заневкапрокат» и колхоз «Янино».

## Состав городского поселения
На территории поселения находятся 9 населённых пунктов:
| № | Населённый пункт | Тип населённого пункта | Население      |
| - | ---------------- | ---------------------- | -------------- |
| 1 | Заневка          | деревня                | ↗1033 (2017)   |
| 2 | Кудрово          | город                  | ↗68 384 (2025) |
| 3 | Мяглово          | посёлок ж.д. станции   | ↗13 (2017)     |
| 4 | Новосергиевка    | деревня                | ↗288 (2017)    |
| 5 | Пятый километр   | посёлок ж.д. станции   | →4 (2017)      |
| 6 | Суоранда         | деревня                | ↗495 (2017)    |
| 7 | Хирвости         | деревня                | ↗196 (2017)    |
| 8 | Янино-1          | городской посёлок      | ↗24 115 (2025) |
| 9 | Янино-2          | деревня                | ↗492 (2017)    |

## Фото

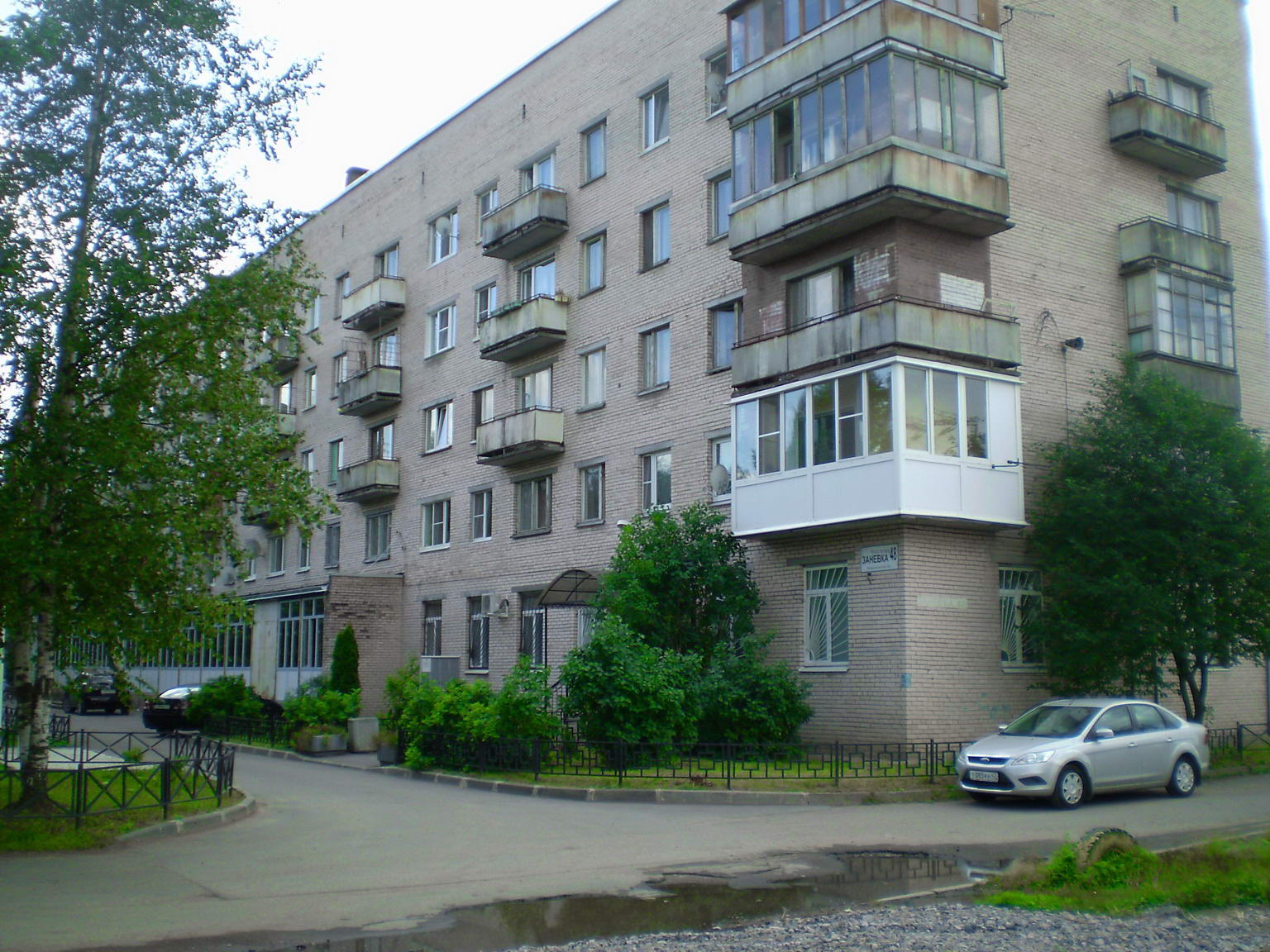
Деревня Заневка, дом № 48
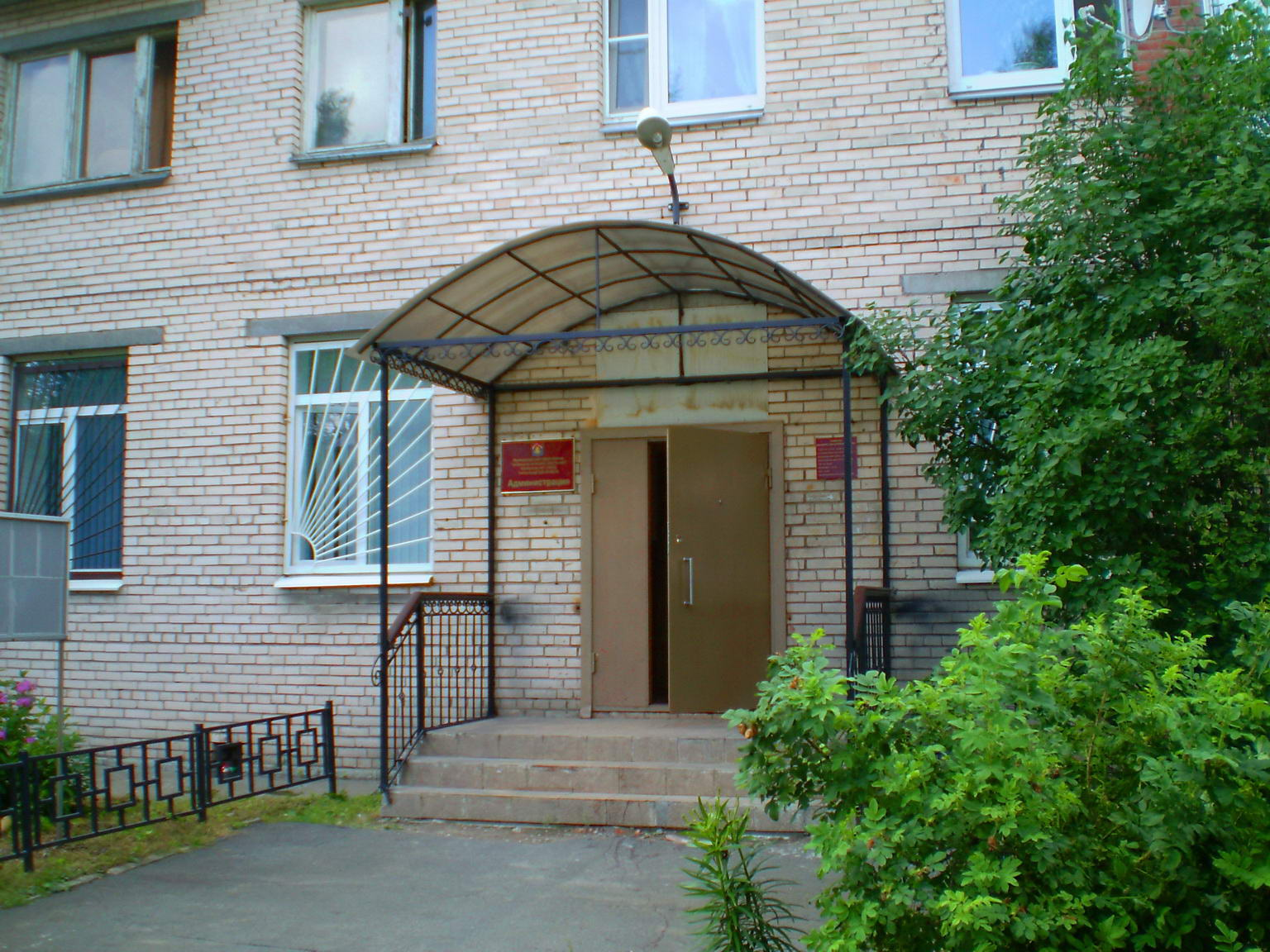
Администрация МО «Заневское сельское поселение»
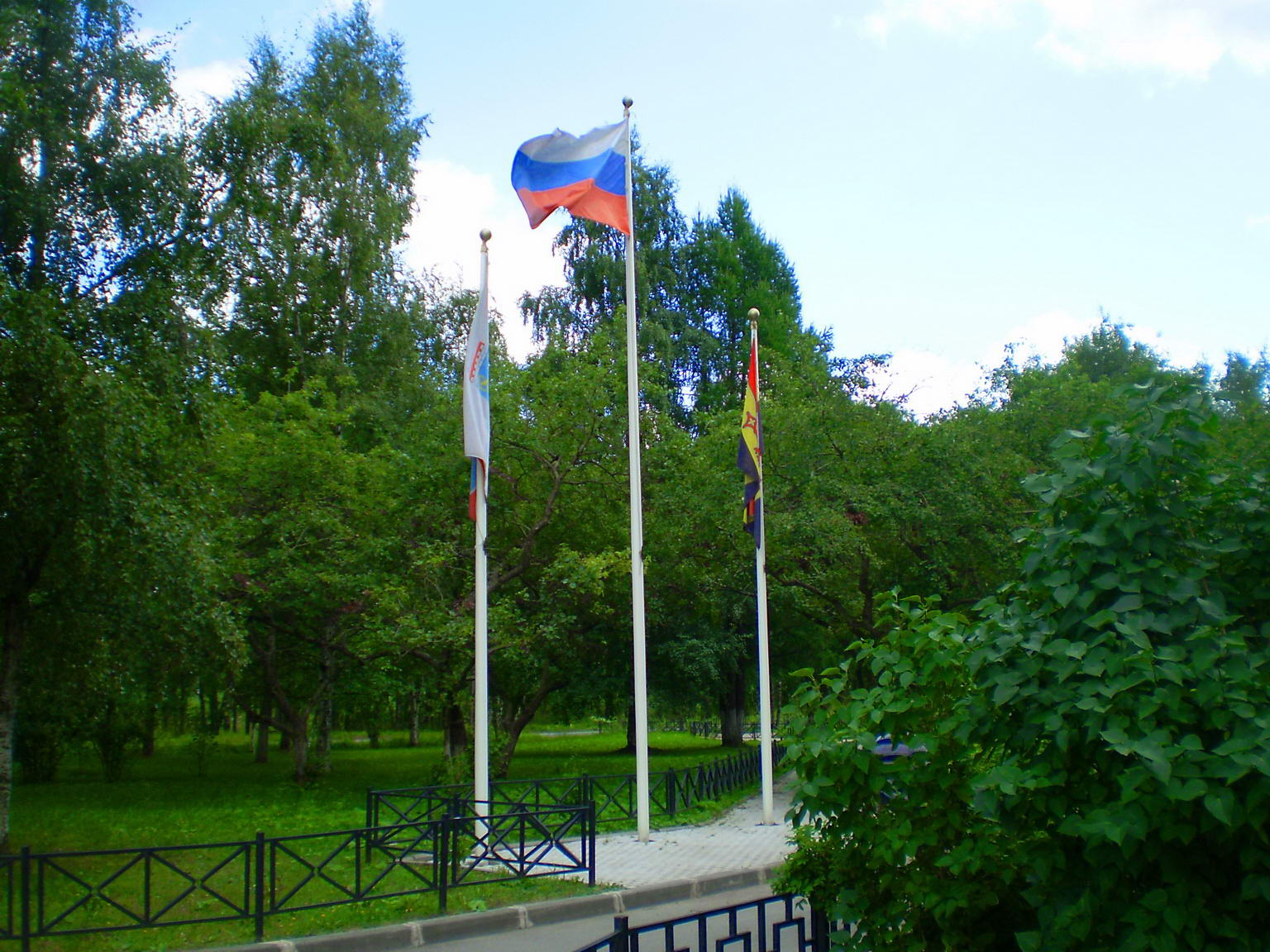
У администрации МО «Заневское сельское поселение»
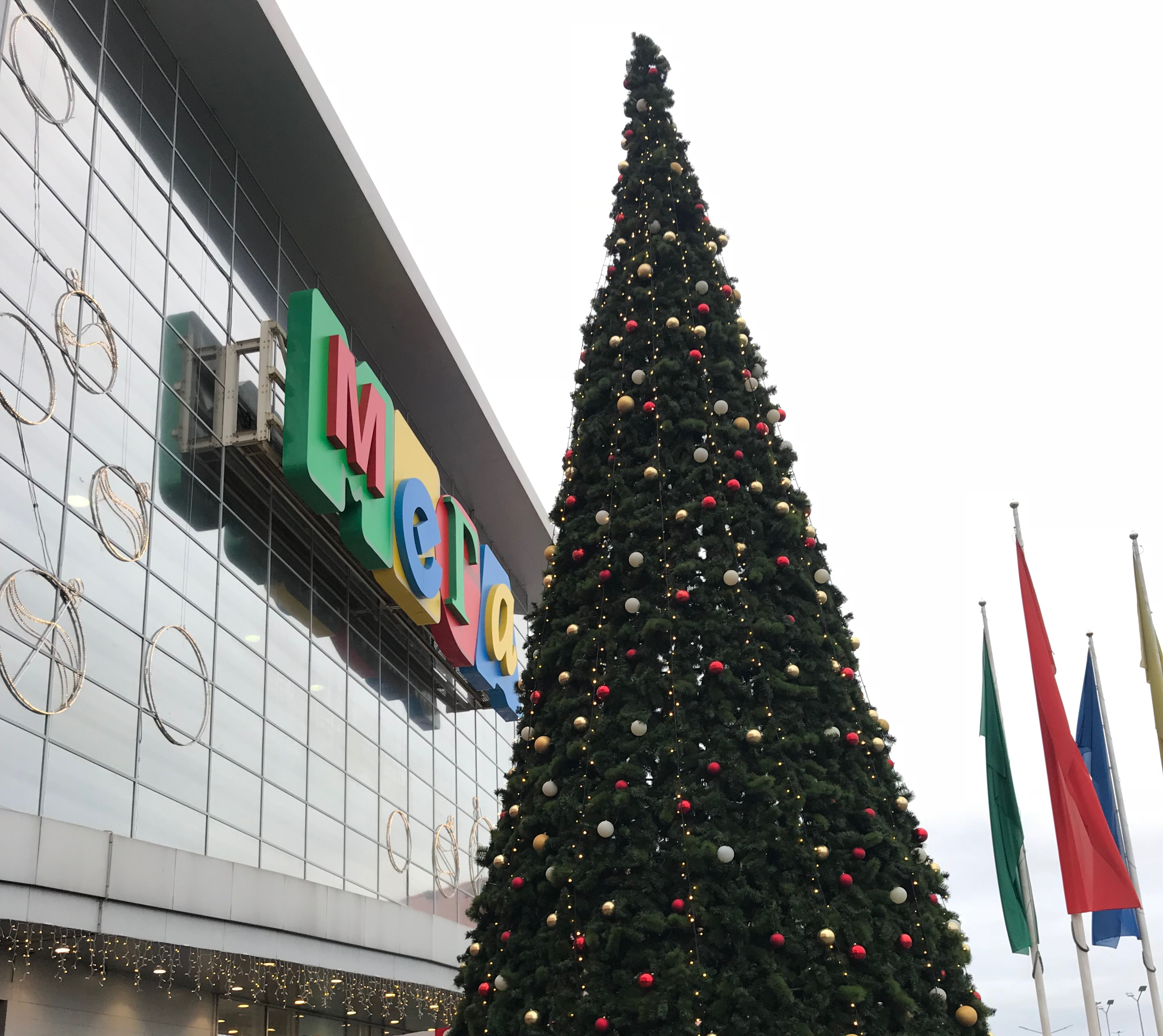
Мега